# Коридорас прапорохвостий
Коридорас прапорохвостий (Corydoras robineae) — вид сомоподібних риб з роду Коридорас підродини Corydoradinae родини Панцирні соми. Інша назва «коридорас Шварців».

## Опис
Загальна довжина досягає 4,4-6 см. Спостерігається статевий диморфізм: самиця більші за самця. Голова середнього розміру, скошена до рота. Очі невеличкі. Рот спрямовано додолу. Є 3 пари помірно довгих вусів. тулуб кремезний, витягнутий. Спинний плавець складається з 1 жорсткого та 7 м'яких променів. Жировий плавець крихітний. Грудні плавці видовжені, добре розвинені. Черевні невеличкі. Хвостовий плавець трохи розрізано, верхня лопать більша та довша, нагадуючи прапор. Звідси походить назва цього коридораса.
Забарвлення бежево-бузкове з плямами та рисками по всьому тілу темно-кавового кольору. На спинному, жировому та анальному плавцях проходять поздовжні смуги.

## Спосіб життя
Є демерсальною рибою. Воліє до прісної та чистої води. Полюбляє «зависати» над дном, камінням та корчами. Активний у присмерку та вночі. Живиться дрібними ракоподібними, комахами, хробаками, детритом.
Нерест відбувається у сезон дощів. Самиця відкладає 2-4 яєць у черевні плавці, де їх протягом 30 сек. запліднює самець. Слідом за цим самиця приліплює ці яйця до листя та каміння. Таким чином запліднюється та приліплюється до 100 ікринок.

## Розповсюдження
Зустрічається у верхів'ях річки Ріу-Неґру.